# 帕里索
帕里索（法語：Parisot，法語發音：[paʁizo]）是法国奥克西塔尼大区塔恩省的一个市镇，属于阿尔比区。

## 地理
帕里索（43°47'56"N, 1°49'55"E）面积28.99 平方千米，位于法国奧克西塔尼大區塔恩省，该省份为法国南部内陆省份，北起顺时针与阿韦龙省、埃罗省、奥德省、上加龙省和塔恩-加龙省接壤。
与帕里索接壤的市镇（或旧市镇、城区）包括：日鲁桑斯、卢皮亚克、蒙唐斯、佩罗勒、皮伯贡、圣戈藏。

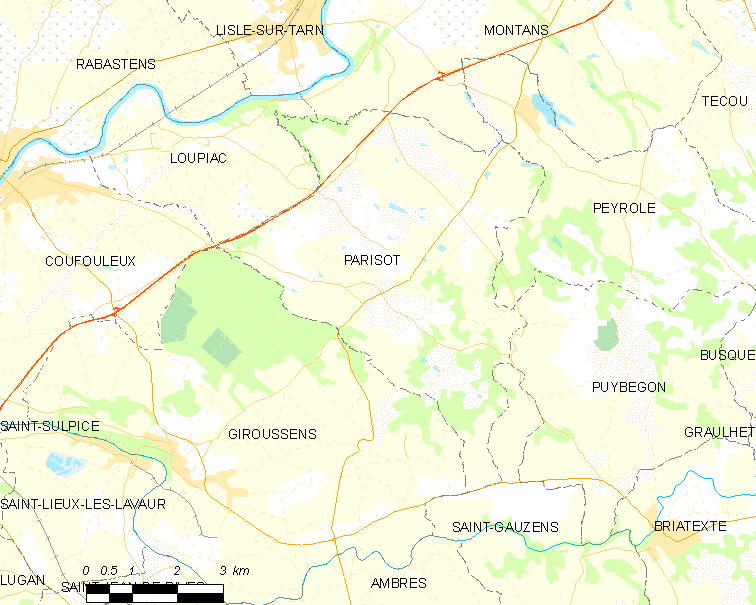
帕里索的OSM定位图

帕里索的时区为UTC+01:00、UTC+02:00（夏令时）。

## 行政
帕里索的邮政编码为81310，INSEE市镇编码为81202。

## 政治
帕里索所属的省级选区为两岸县。

## 人口

1962-2008年间帕里索人口变化图示

帕里索于2022年1月1日时的人口数量为1009人。